# Bartramia crassinervia
Bartramia crassinervia är en bladmossart som beskrevs av Mitten in J. D. Hooker 1867. Bartramia crassinervia ingår i släktet äppelmossor, och familjen Bartramiaceae. Inga underarter finns listade i Catalogue of Life.